# Ceratina turgida
Ceratina turgida är en biart som först beskrevs av Jesus Santiago Moure 1941.  Ceratina turgida ingår i släktet märgbin, och familjen långtungebin. Inga underarter finns listade i Catalogue of Life.